# White Airways
White Airways är ett portugisiskt flygbolag med säte i Lissabon. Flygbolaget bedriver charterflyg främst från sin bas på Lissabon-Portelas flygplats.
Flygbolaget grundades år 2005 och under slutet på 2006 köptes bolaget upp av Omni Aviation Group.

## Flotta
I december 2012 bestod White Airways flotta av följande flygplan, vilka hade en medelålder på 12 år: